# Bosc Nacional White River

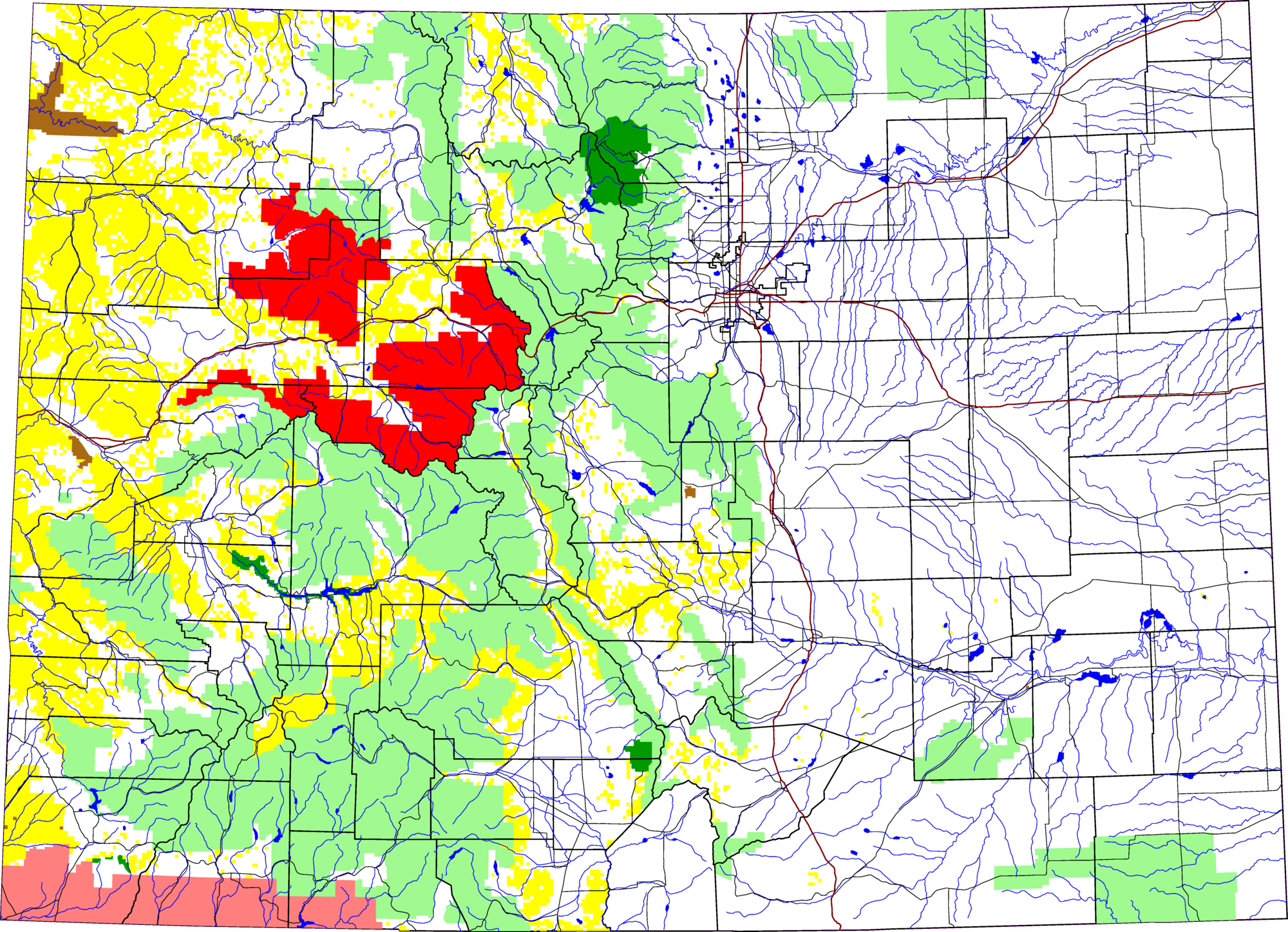
La localització del Bosc Nacional White River dins de Colorado ressaltada en vermell.

El Bosc Nacional White River (White River National Forest (anglès), Bosque Nacional Río Blanco (castellà)) se situa al nord-oest de Colorado als Estats Units. Porta el nom del riu White que passa a través de la seva secció nord. White River, que és el bosc nacional més visitat del país, abasta més de 9.200 quilòmetres quadrats d'oportunitats recreatives amb 12 estacions d'esquí, vuit àrees salvatges, deu fourteeners o cims de muntanya que atenyen més de 14.000 peus (4.270 metres) i 4.000 quilòmetres de rutes de senderisme.:255–263

## Àrees salvatges
Hi ha vuit àrees salvatges designades sota la Llei d'àrees salvatges al Bosc Nacional White River.
- Collegiate Peaks (parciament al Bosc Nacional San Isabel i Bosc Nacional Gunnison)
- Eagles Nest
- Flat Tops (parcialment al Bosc Nacional Routt)
- Holy Cross (parcialment al Bosc Nacional San Isabel)
- Hunter-Fryingpan
- Maroon Bells–Snowmass (parcialment al Bosc Nacional Gunnison)
- Ptarmigan Peak
- Raggeds (parcialment al Bosc Nacional Gunnison)